# Sericolea collinsii
Sericolea collinsii är en tvåhjärtbladig växtart som beskrevs av M.J.E. Coode. Sericolea collinsii ingår i släktet Sericolea och familjen Elaeocarpaceae. Inga underarter finns listade i Catalogue of Life.